# November 1997
Dit artikel geeft een chronologisch overzicht van alle belangrijke gebeurtenissen per dag in de maand november van het jaar 1997.

## Gebeurtenissen

### 2 november
- In Frankrijk begint een truckersstaking, die vijf dagen zal duren.[1]
- Irak dreigt 'spionage'-vliegtuig U2 te zullen neerhalen.

### 4 november
- De staatssecretarissen Elizabeth Schmitz en Schelto Patijn mogen van de Tweede Kamer aanblijven nadat zij hun excuses hebben aangeboden over het onjuist informeren van de Kamer over het 'monitoren' van naar hun land teruggekeerde Iraanse asielzoekers.
- Jean-Claude Trichet wordt door de Franse president Jacques Chirac en Lionel Jospin kandidaat gesteld voor het presidentschap van de toekomstige Europese Centrale Bank, in plaats van de Nederlandse kandidaat Wim Duisenberg. Uiteindelijk zullen als compromis beiden worden aangesteld, maar dan voor een kortere termijn dan de normale acht jaar.[2]

### 7 november
- De Duitse architect Christian Rapp krijgt de Maaskantprijs voor jonge architecten uitgereikt.[3]
- Voedings- en wasmiddelenproducent Unilever reserveert 2 miljard gulden voor de herstructurering van het concern.

### 8 november
- Rellen in Brussel na dood Noord-Afrikaan door politiekogel.

### 10 november
- De telecombedrijven WorldCom en MCI kondigen hun fusie ter waarde van € 28,5 miljard aan. Samen zullen ze het bedrijf MCI-WorldCom gaan vormen.

### 11 november
- In Ierland wordt Mary McAleese tot achtste president verkozen.
- Productie van de laatste Pentium 1 computerchip.
- Veiligheidsraad bereikt overeenstemming over nieuwe sancties tegen Irak.

### 12 november
- Het fokverbod voor varkens wordt opgeheven.
- Oud-CDA-leider Enneüs Heerma trekt zich om gezondheidsredenen terug als kandidaat voor het burgemeesterschap van Hilversum. De D66'er Ernst Bakker zal in zijn plaats burgemeester worden.
- Ramzi Yousef wordt schuldig bevonden voor het beramen van de bomaanslag op het World Trade Center in 1993.

### 13 november
- De Surinaamse president Jules Wijdenbosch zegt een voorgenomen bezoek van minister Jan Pronk (Ontwikkelingssamenwerking) af en eist een gesprek met premier Wim Kok over de verslechterde betrekkingen tussen beide landen.
- Het Amerikaans Congres blokkeert contributie VN wegens geschil over subsidiëring van abortus.
- De Nederlandse orkesten gaan definitief niet in op de eis van staatssecretaris Aad Nuis (Cultuur, D66) dat ze minstens zeven procent Nederlandse muziek spelen, maar beloven er wel aandacht aan te besteden.

### 14 november
- Alle wapeninspecteurs VN verlaten Irak.

### 16 november
- In Perth (Australië) behaalt de Australische triatleet Chris McCormack zijn wereldtitel olympische afstand. Bij de vrouwen gaat de zege naar zijn landgenote Emma Carney.
- Tennisser Pete Sampras wordt in Hannover ATP-wereldkampioen door winst op Jevgeni Kafelnikov. Bij de vrouwen gaat de eindzege een week later in New York naar Jana Novotna.
- Worku Bikila (42.20) en Catherina McKiernan (48.30) winnen de veertiende editie van de Zevenheuvelenloop (15 kilometer).

### 17 november
- In Luxor (Egypte) worden in de Vallei der Koningen 62 mensen, waaronder 58 toeristen, vermoord tijdens een aanslag door 6 moslimmilitanten.

### 19 november
- In Charlistle, Iowa (V.S.) wordt de tweede volledig levende zevenling geboren.

### 21 november
- Thom de Graaf volgt Gerrit Jan Wolffensperger op als fractieleider van D66 in de Tweede Kamer. Wolffensperger wordt voorzitter van het nieuwe NOS-bestuur.
- VN-inspecteurs keren naar Irak terug nadat Rusland de regering in Bagdad bewogen heeft tot medewerking aan wapeninspecties.
- Een geestelijk gestoorde man pleegt in het Stedelijk Museum in Amsterdam met een stanleymes een aanslag op het schilderij Cathedra van Barnett Newman.
- Michael Hutchence, zanger van de Australische popgroep INXS, hangt zichzelf op in een hotelkamer in Sydney.

### 22 november
- Première in Gent, België van Ten Oorlog, een negen uur durende enscenering van een bewerking door Tom Lanoye van Shakespeares stukken over de Rozenoorlogen.

### 24 november
- Verhoren Winnie Mandela voor Waarheidscommissie Zuid-Afrika. Haar naam raakt dermate bezoedeld dat ze terugtreedt als kandidaat voor vice-presidentschap ANC.
- Voor de eerste keer wordt de circuitbreakerregel toegepast op de beurs van New York om de aandelenhandel te stoppen nadat de Dow Jones Industrial Average (DJIA) 554,26 punten verloren had.

### 28 november
- Het kabinet besluit dat de luchtvaart in Nederland mag groeien, mits wordt voldaan aan strenge milieueisen. Verder onderzoek moet uitwijzen of die groei op Schiphol kan worden gerealiseerd of dat aanleg van een tweede luchthaven nodig is. Dit volgens critici onmogelijke compromis zet een voorlopige streep onder de discussie over luchtvaart.
- Op diverse plaatsen langs de Noordzee-kust spoelen potvissen aan. De stervende dieren trekken veel bekijks.
- Regering-Gujral valt in India.

### 29 november
- Prins Maurits, oudste zoon van prinses Margriet, en Marilène van den Broek, jongste dochter van Europese Commissaris Hans van den Broek verloven zich op Paleis Het Loo in Apeldoorn.
- In Göteborg verovert gastland Zweden ten koste van de Verenigde Staten de Davis Cup.

### 30 november
- Premier Václav Klaus van Tsjechië ruimt het veld na financieel schandaal.

<< · januari · februari · maart · april · mei · juni · juli · augustus · september · oktober · november · december · >>